# Éric Chahi

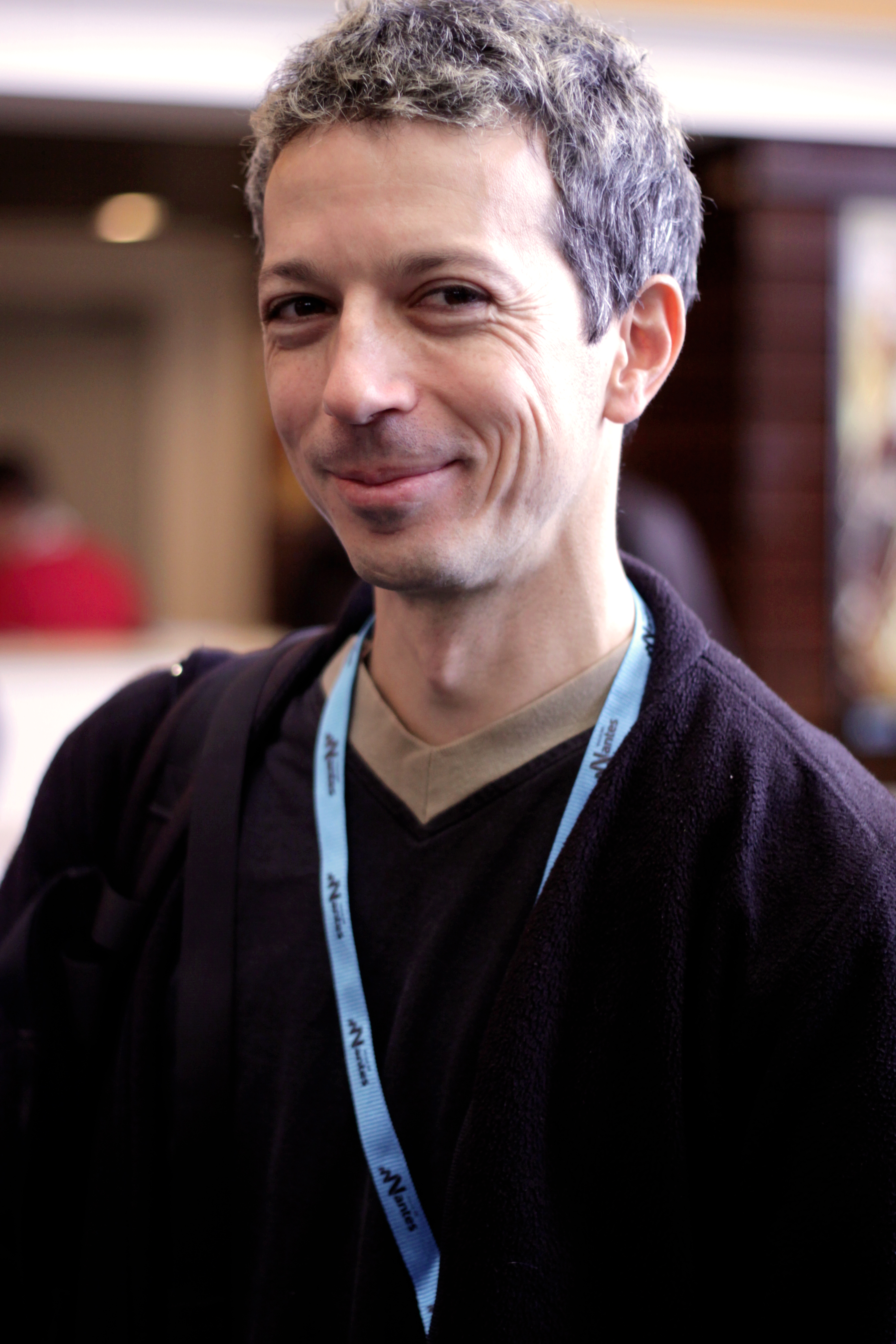
Éric Chahi (2011)

Éric Chahi (* 21. Oktober 1967 in Yerres) ist ein französischer Computerspieldesigner, Programmierer und Illustrator, der als Schöpfer des Videospiels Another World bekannt ist. Er gehört neben Philippe Ulrich, Frédérick Raynal und Michel Ancel zu den herausragenden französischen Designern von Computerspielen des 20. und 21. Jahrhunderts.
Chahi war in diesem Zusammenhang der erste, der ein Verfahren entwickelte, 2D-Polygone durch Vektorkoordinaten in Videospiele einzubetten. Dies ermöglichte ihm, bei geringstem Speicherbedarf fließende Animationen und Zwischensequenzen in voller Bildschirmgröße zu erzeugen. Das Verfahren findet heute noch Anwendung in Adobe Flash.

## Karriere
Éric Chahi begann auf Oric Atmos und Amstrad im Jahr 1983 für die Firma Loriciel zu programmieren. Bald darauf wechselte er auf die Plattformen Atari ST und Amiga, auf denen er an Spielen wie Jeanne D'Arc und Voyage au Centre de la Terre (Reise zum Mittelpunkt der Erde) als Grafiker mitwirkte.
1989 schloss sich Éric Chahi Delphine Software an, um an den Grafiken für Future Wars mitzuarbeiten. Nur unterstützt vom Musiker Jean-François Freitas programmierte und produzierte Chahi schließlich Another World, das Delphine Software 1991 für Amiga veröffentlichte.
Chahi verließ Delphine Software und gründete das Entwicklungsstudio Amazing Studio, mit dem er sechs Jahre am Spiel Heart of Darkness arbeitete, welches 1998 erschien. Daraufhin zog sich Chahi für einige Jahre aus der Spielebranche zurück.
Nachdem Chahi die Rechte an Another World erworben hatte, erschien 2006 zum fünfzehnjährigen Jubiläum mit Another World: 15th Anniversary Edition eine technisch überarbeitete Neuauflage seines Klassikers für Windows-XP-PCs.
Im Jahr 2008 begann Chahi bei Ubisoft die Entwicklung von From Dust, das 2011 erschien.

## Ludografie
- 1983 Frog (Oric-1)
- 1983 Carnaval (Oric-1)
- 1984 Le Sceptre d'Anubis (Oric-1)
- 1984 Doggy (Oric-1)
- 1985 Infernal Runner (Amstrad CPC, Commodore 64)
- 1986 Le Pacte (Amstrad CPC)
- 1987 Danger Street (Amstrad CPC)
- 1987 Profanation (Amstrad CPC)
- 1988 Voyage au Centre de la Terre (Amiga, Atari ST, PC, C64)
- 1988 Jeanne d'Arc (Amiga, Atari ST, PC, C64)
- 1989 Future Wars (Les Voyageurs du Temps; Amiga, Atari ST, PC)
- 1991 Another World (Amiga, Atari ST, PC, Mac, SNES, Mega Drive, 3DO)
- 1998 Heart of Darkness (PC, PlayStation)
- 2011 From Dust (PC, Xbox 360)
- 2020 Paper Beast (PC, PS4)